# Elaeocarpaceae
Elaeocarpaceae — родина дводольних рослин, що входить до ряду Oxalidales. Складається з дванадцяти родів, які об'єднують близько шестисот видів дерев та чагарників.
Представники родини — здебільшого вічнозелені рослини. Вони поширені в тропічних, субтропічних і, в меншій мірі, помірних областях планети.
Ареал родини охоплює Мадагаскар, Південно-Східну Азію, Східну Австралію, Нову Зеландію, Антильські острови, Чилі та Аргентину.

## Роди
- Aceratium
- Aristotelia —  Аристотеля. Невисокі чагарники з Австралії, Нової Зеландії та Південної Америки.
- Crinodendron — Крінодендрон
- Dubouzetia
- Elaeocarpus  типовий — Елеокарпус. Найвідоміший вид цього роду: Elaeocarpus angustifolius — Блакитний квандонг, або Синє мармурове дерево , або  Блакитна фіга
- Peripentadenia
- Platytheca
- Sericolea
- Sloanea Слоунеа
- Tetratheca
- Tremandra
- Vallea